# أخيليا نانا
أخيليا نانا (الاسم العلمي: Achillea nana) نبات معمر من فصيلة النجمية يعلو من 8 إلى 15 سم، قزم، عدو الكلس،
مُوبِر صوفي، مُرْمَدّ اللون، يشتهر في جبال الألب. أرومتُه مَدَّادة، أوراقه السفلى مُعنقة، العُليا لاطِئة خطية، مُتطاوِلة، ريشية
التشريح. قُلافة صوفية ذات وريقات مُطرزة باللون البني. أعذاق صغيرة بسيطة. لُسَيْنات مُبيضَّة اللون. مهده جبال الألب حيث
يشتهر كنبات طبي.